# الكنيسة الآشورية الخمسينية (كرمانشاه)
الكنيسة الآشورية الخمسينية (بالفارسية: کلیسای پنطی کاستی) هي كنيسة آشورية خمسينية تاريخية تعود إلى عصر الدولة البهلوية، وتقع في كرمانشاه. وتم تسجيل الكنيسة كواحدة من المعالم الوطنية لإيران في 6 أغسطس من عام 2006.